# 宇和島運輸
宇和島運輸株式会社（うわじまうんゆ）は、愛媛県八幡浜市出島1581番地26に本社を置く海運会社。同市の八幡浜港と大分県別府市の別府港、臼杵市の臼杵港を結ぶフェリー航路を運営している。社名に「宇和島」を冠しているが、宇和島港からの航路はなくなっており、宇和島市には登記上の本店のみが残っている。

## 歴史
宇和島から阪神や九州各地を結ぶ航路は明治以前から開設されていたが、個人経営の船問屋や回漕業者によるものが主であった。1884年（明治17年）5月、60余りの船主が集まり大阪商船が設立され、瀬戸内海を汽船で運航する定期航路が宇和島にも寄港するようになったが、高価な運賃や決して質の良くない客扱い、荷扱い等に地元の不満がくすぶり、およそ半年後の同年12月には地元経済人有志により宇和島運輸会社が設立された。1885年（明治18年）5月には第1船「第1宇和島丸」が就航し、宇和島から大分・別府経由で大阪まで運航される独自の定期航路を開設。
当時は瀬戸内海の各港へ寄航しつつの航海であり、宇和島港から大阪港まで3日、1往復に8日を要した。それでも帆船による頃と比べると、所要時間の短縮は画期的といえるものであった。
宇和島運輸と大阪商船は様々なサービスで激しく誘客（誘貨）を競った時期もあったが、1906年（明治39年）に協定を締結した。
日清戦争、日露戦争、第一次世界大戦を経て、沿岸航路や陸上交通にも進出、太平洋戦争前には所有28隻を数え、内航定期航路のほか、朝鮮、中国への貨物輸送にも進出した。太平洋戦争勃発後の1942年（昭和17年）には企業統制による関西汽船の設立に参加、社船10隻を現物出資の上すべての旅客航路を譲渡し、自社は内外の貨物輸送に注力することとなった。
戦時中には全船舶を徴用され、うち15隻を喪失、終戦時には小型貨物船3隻が残存するのみという惨状であった。さらに私的独占の禁止及び公正取引の確保に関する法律（独占禁止法）の制定に当たって、沿岸航路の盛運汽船と陸上交通の宇和島自動車を分離するなど、きわめて厳しい状況に直面した。一方、1948年（昭和23年）5月、関西汽船への出資が還元され、戦禍を免れた「あかつき丸」ほか4隻が返還となり、旅客航路の運航が再開されることとなった。
終戦直前に国鉄予讃本線（現・四国旅客鉄道〈JR四国〉予讃線）が全通し、宇和島発着の瀬戸内海航路は旅客航路としての競争力を失っており、戦後は四国 - 九州連絡航路を中心に、阪神航路は四国沿岸を結ぶ貨物航路として運営、ほかに広島 - 別府航路を瀬戸内海汽船と共同運航するようになった。
1960年代には戦後初の新造客船「べっぷ丸」が就航するが、この頃から全国的に自動車航送船（フェリー）が台頭し、四国 - 九州航路においても、同社をはじめ、日本道路公団、青木石油などが航路開設を計画していた。同社の八幡浜 - 臼杵航路は九四フェリーボートとともに認可され、1964年（昭和39年）九四フェリーボートが運航を開始、宇和島運輸は翌1965年（昭和40年）に新造フェリー「おれんじ」が就航し、以後激しく競合するようになった。また、八幡浜 - 別府航路にも1967年（昭和42年）にフェリーが就航し、1973年（昭和48年）には運航全船のフェリー化が完了した。
フェリー化の波は広島 - 別府航路にも及び、1970年（昭和45年）2月、瀬戸内海汽船との共同出資により広別汽船を設立し、旅客船2隻の運航を新造フェリー1隻による運航に置き換えた。
1965年に外航貨物船「高島丸」を中古で購入するも購入翌年の1968年に外航市況が急落し、収支が赤字に転落。1968年7月には「おれんじ」が濃霧の明浜沖の岩礁に座標し沈没。更には1972年4月には、大阪港の代理店として設立された宇和島商運が赤字経営から脱却せず倒産した。1972年（昭和47年）12月には累積債務が11億8,000万円にのぼり、役員の交代と資本金の90%減資が実施された。再建を巡っては会社更生法による整理再建を考慮して準備が進められたが、メインバンクの伊予銀行の末光千代太郎会長が波止浜造船の松岡忠松社長に会社引き受けを要請。波止浜造船が筆頭株主となり、また元々の筆頭株主であった名古屋鉄道も新たに出資を行った。1976年には松岡忠松が波止浜造船社長を辞任し、宇和島運輸の株式を松岡家が取得。波止浜造船グループから離脱した。貨物航路は他社や個人船主からの傭船による運航となっていたが、翌1973年（昭和48年）に撤退した。
フェリー化以後は八幡浜港が拠点となり、宇和島発着は一日1往復が残って1984年（昭和59年）に別府直航化した。また、寄港地の三崎港は1980年代まで艀による乗下船が続いたが、港湾改良によって接岸可能になり、1991年（平成3年）からは同港での車両航送を開始、1993年（平成5年）に三崎 - 別府航路として分離され、寄港便は廃止された。
1987年（昭和62年）、九四フェリーボート、宿毛観光汽船との共同出資により八幡浜佐伯フェリーを設立し、八幡浜 - 佐伯航路の運航を開始したが、1992年（平成4年）に九四フェリーボートに全株式を売却、撤退した。また、1995年（平成7年）に広別汽船の株式を瀬戸内海汽船に売却し、こちらも撤退した。2000年（平成12年）には宇和島 - 別府航路が休止され、創業の地である宇和島港から航路が消えることとなった。また、三崎 - 別府航路も2008年（平成20年）に廃止となり、2023年（令和5年）現在は八幡浜 - 別府、八幡浜 - 臼杵の2航路を4隻のフェリーによって運航している。

### 沿革
- 1884年（明治17年）12月 - 宇和島運輸会社を設立。資本金1万円。
- 1885年（明治18年）5月 - 大阪から宇和島への航路を開設し、営業開始。
- 1893年（明治26年）12月 - 商法改正による組織替えを行い、商号を宇和島運輸株式会社とした。
- 1906年（明治39年）12月 - 大阪商船と営業協定を締結。
- 1912年（明治45年/大正元年）7月 - 新社屋竣工。
- 1925年（大正14年）2月 - 宇和島 - 佐伯航路の寄港地を変更し、宇和島 - 八幡浜 - 臼杵航路となる。
- 1929年（昭和4年）1月 - 宇和島自動車を傘下におさめる（子会社と合併）。
- 1933年（昭和8年）1月 - 盛運社（後の盛運汽船）を傘下におさめる。
- 1939年（昭和14年） - 大連出張所を設置。
- 1942年（昭和17年）5月 - 大阪商船ほか5社[注釈 1]とともに関西汽船を設立。船舶10隻と 大阪 - 四国線、宇和島 - 門司線、宇和島 - 別府急行線を現物出資。
- 1942年12月 - 1945年8月 - この間、太平洋戦争の戦禍により12隻が沈没、3隻が連合軍に接収される。
- 1945年（昭和20年）7月 - 空襲のため本社社屋が焼失。
- 1947年（昭和22年）6月 - 子会社の宇和島自動車、盛運汽船を手放す。
- 1948年（昭和23年）5月 - 関西汽船の出資が還元され、宇和島 - 別府航路、大阪 - 宇和島航路を再開。
- 1950年（昭和25年）12月 - 呉 - 広島 - 別府航路開設。
- 1965年（昭和40年）10月 - フェリー化第1船「おれんじ」（851トン）を建造し、八幡浜 - 臼杵航路で自動車航送開始。
- 1967年（昭和42年）2月 - 八幡浜 - 別府航路の自動車航送開始。
- 1970年（昭和45年）2月 - 瀬戸内海汽船との共同出資により広別汽船を設立し同年10月、呉 - 広島 - 別府航路を移管。
- 1972年（昭和47年）12月 - 資本金の90％減資を実施。波止浜造船が筆頭株主となり、波止浜造船の傘下となる。
- 1973年（昭和48年）
  - 1月 - 宇和島 - 大阪貨物航路を渡辺海運に譲渡し、貨物取扱事業から撤退。
  - 12月 - 宇和島 - 八幡浜 - 別府航路、全便フェリー化。
- 1976年（昭和51年） - 松岡家が波止浜造船から株式を取得し、波止浜造船の傘下から離脱。
- 1991年（平成3年）12月 - 三崎港で自動車航送の取扱開始。
- 2000年（平成12年）11月 - 宇和島 - 別府航路を旅客数の減少を理由に航路休止。
- 2008年（平成20年）8月20日 - この日をもって 三崎 - 別府航路を廃止[14][15][16]。
- 2022年（令和4年）
  - 4月30日 - 八幡浜港フェリーターミナルの移転に伴い、本社を八幡浜市沖新田1586から八幡浜市出島1581番地26の現在地に移転[17]。
  - 6月23日 - 「れいめい丸」が「えひめ」の代替船として八幡浜-別府航路に就航[18]。

## 航路

### 就航中の航路
- 八幡浜港（愛媛県） - 別府港（大分県）
  - 1日6往復、所要時間2時間30分-2時間40分。

- 八幡浜港 - 臼杵港（大分県）
  - 1日7往復、所要時間2時間15分。

宇和島 - 佐伯航路に寄港地追加・変更が行われた（1925年、後述）。近年、現在の区間に短縮された。

### 過去に就航していた航路
本州と四国・九州を結ぶ航路
- 大阪 - 宇和島 - （宿毛）
会社設立翌年の1885年（明治18年）5月、1番船の「第1宇和島丸」にて運航開始。当時の航路は、阪神から四国や九州の瀬戸内海沿岸を経由したあと、四国の豊後水道沿岸を経由し宇和島に到達していた[注釈 2]。
- 大阪 - 大分
1935年（昭和10年）12月開設。
- 大阪 - 細島
1903年（明治36年）12月開設。
- 呉 - 広島 - 別府
1950年（昭和25年）12月開設。1970年（昭和45年）10月、広別汽船（瀬戸内海汽船と共同出資）に移管。

四国と九州を結ぶ航路
- 宇和島 - 佐伯
1923年（大正12年）6月に直航航路として開設したが、1925年（大正14年）2月より八幡浜寄港を開始するとともに九州側の寄港地を佐伯から臼杵に変更。
- 宇和島 - 門司
1933年（昭和8年）9月開設。1942年（昭和17年）5月、関西汽船の設立に伴い航路を現物出資。
- 豊豫沿岸線
1929年（昭和4年）1月開設。当時の航路は、宇和島 - 八幡浜 - 三崎半島各港 - 佐賀関 - 別府。
- 宇和島 - 別府
1942年（昭和17年）5月、関西汽船の設立に伴い航路を現物出資。1948年（昭和23年）5月、同社からの出資還元にともない航路復活。
のち、1984年（昭和59年）9月に直航航路を開設したが2000年（平成12年）11月に休止。
- 三崎 - 別府
1993年（平成5年）7月2日、直航航路を開設。2008年（平成20年）8月20日、三崎発16:30の便をもって廃止。

四国内航路
- 宇和島 - 吉田
1910年（明治43年）5月開設。初の「宇和島沿岸航路」。

その他
- 大阪 - 馬関
1895年（明治28年）9月開設。
- 大分 - 関門
1896年（明治29年）10月開設。
- 大阪 - 仁川
1919年（大正8年）5月開設。このほか、内地から朝鮮半島各地や北支・中支（現在の中国）を結ぶ不定期航路を、1939年（昭和14年）以降に運航。

## 船舶

### 就航中の船舶

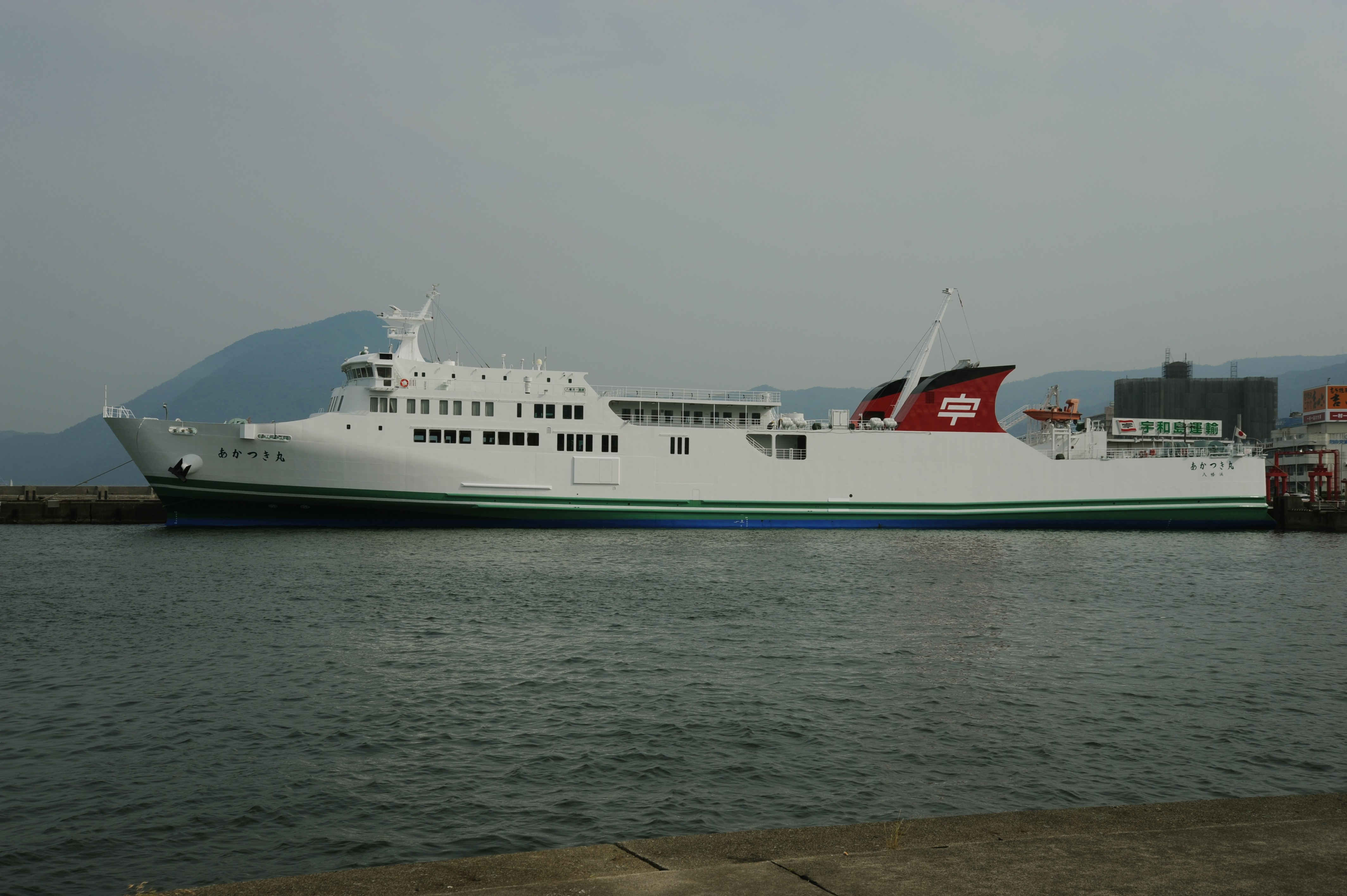
あかつき丸（2代目

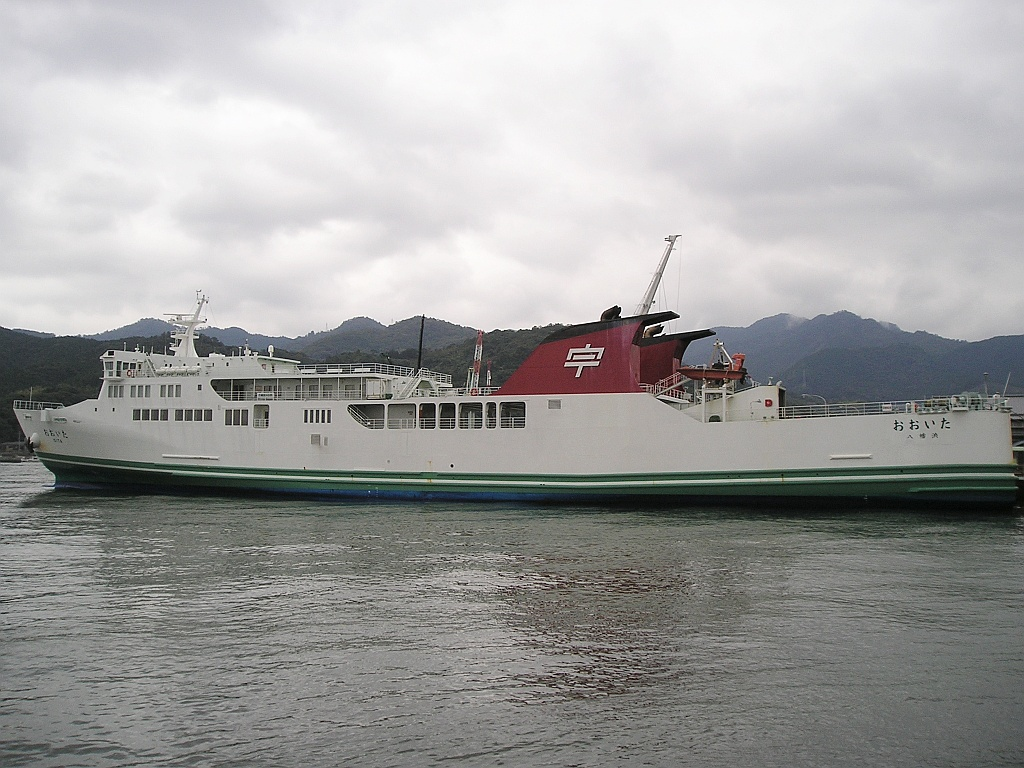
おおいた

八幡浜 - 別府航路
- あかつき丸（2代目）
2014年（平成26年）5月竣工、2014年（平成26年）6月4日就航[19]。2,565総トン、全長116.5m、幅16.0m、航海速力20.2ノット。
旅客定員586名。車両積載数：乗用車換算145台。内海造船瀬戸田工場建造。
- れいめい丸
2022年（令和4年）6月17日竣工、6月23日就航。2,710総トン、全長121.41m、幅16.0m、航海速力20.2ノット[20]。
旅客定員586名。車両積載数：乗用車換算160台。内海造船瀬戸田工場建造[20]。

八幡浜 - 臼杵航路
- おおいた
2003年（平成15年）5月竣工、2004年（平成16年）1月18日就航。2,453総トン、全長115.0m、幅16.0m、出力3,310kW×2、航海速力20.2ノット（最大22.2ノット）。
旅客定員535名。車両積載数: トラック（8t）35台・乗用車25台。内海造船瀬戸田工場建造。鉄道建設・運輸施設整備支援機構と共有。
2007年（平成19年）10月7日、発電機の故障により操船不能となり、別府港東防波堤灯台に接触する事故を起こした[21]。
- あけぼの丸
2017年12月18日就航[22]、内海造船瀬戸田工場建造。2,700総トン、全長121.4m、幅16.0m、航海速力19.5ノット、旅客定員546名、乗用車160台[23]

### 過去に就航していた船舶

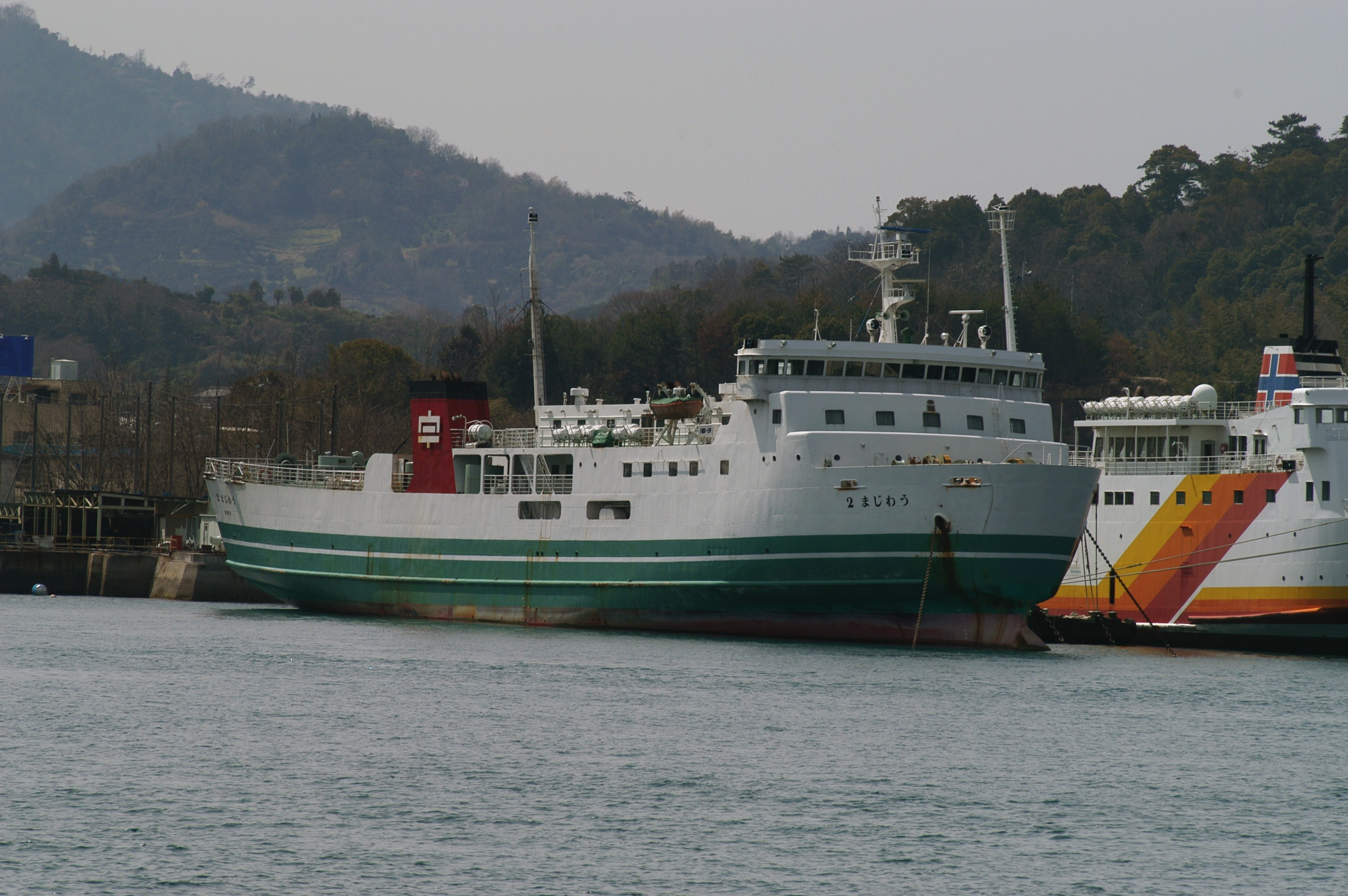
うわじま2

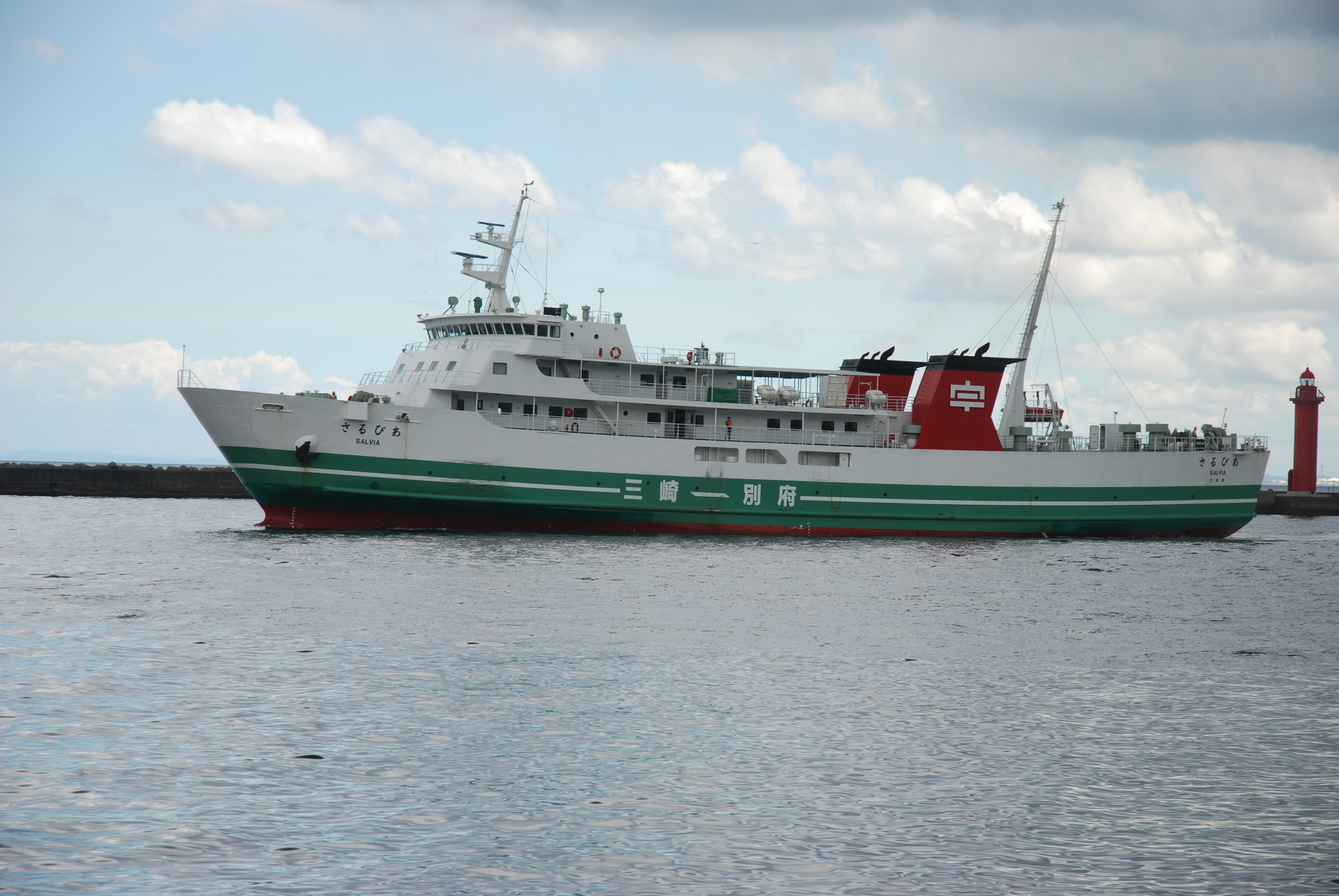
さるびあ

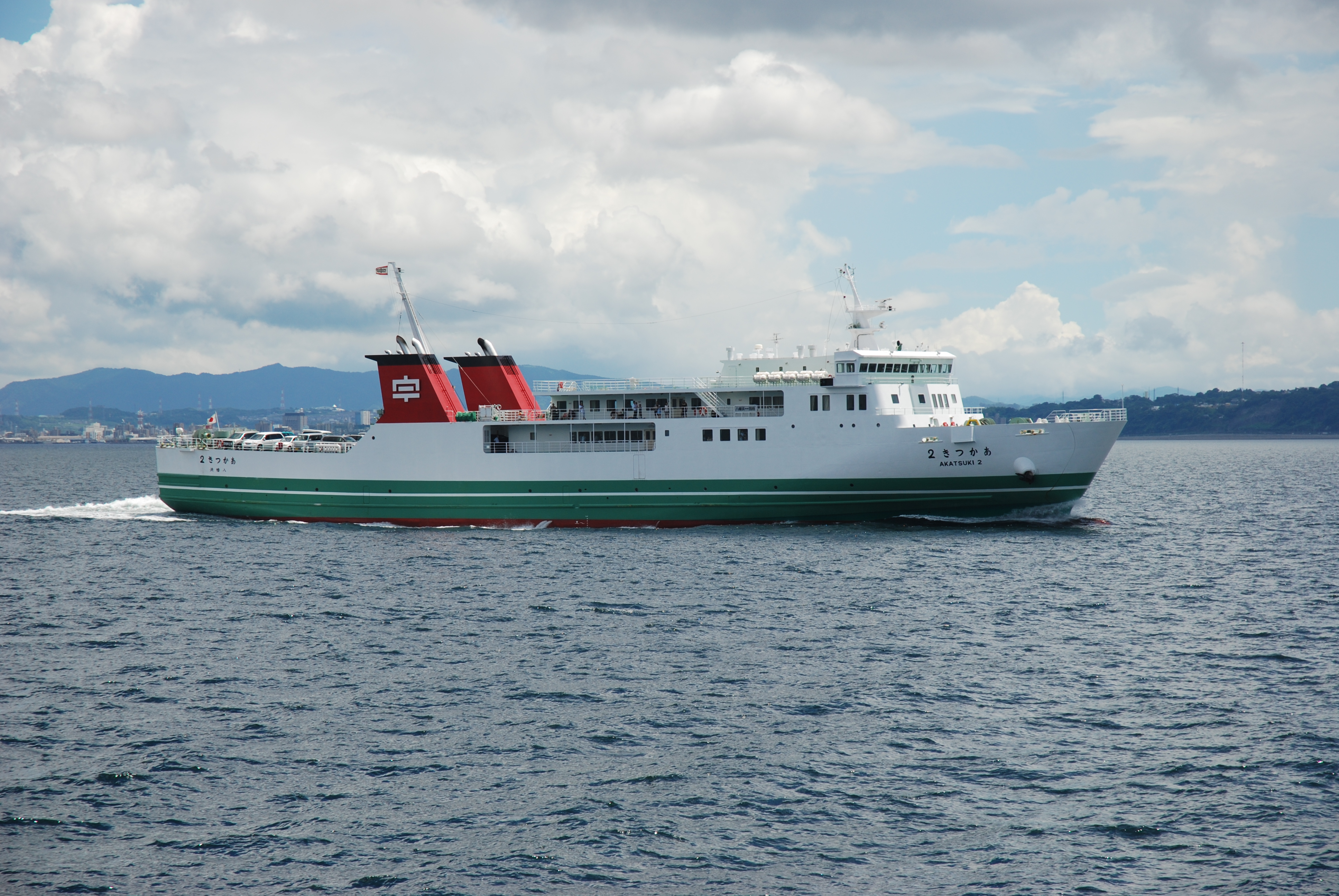
あかつき2

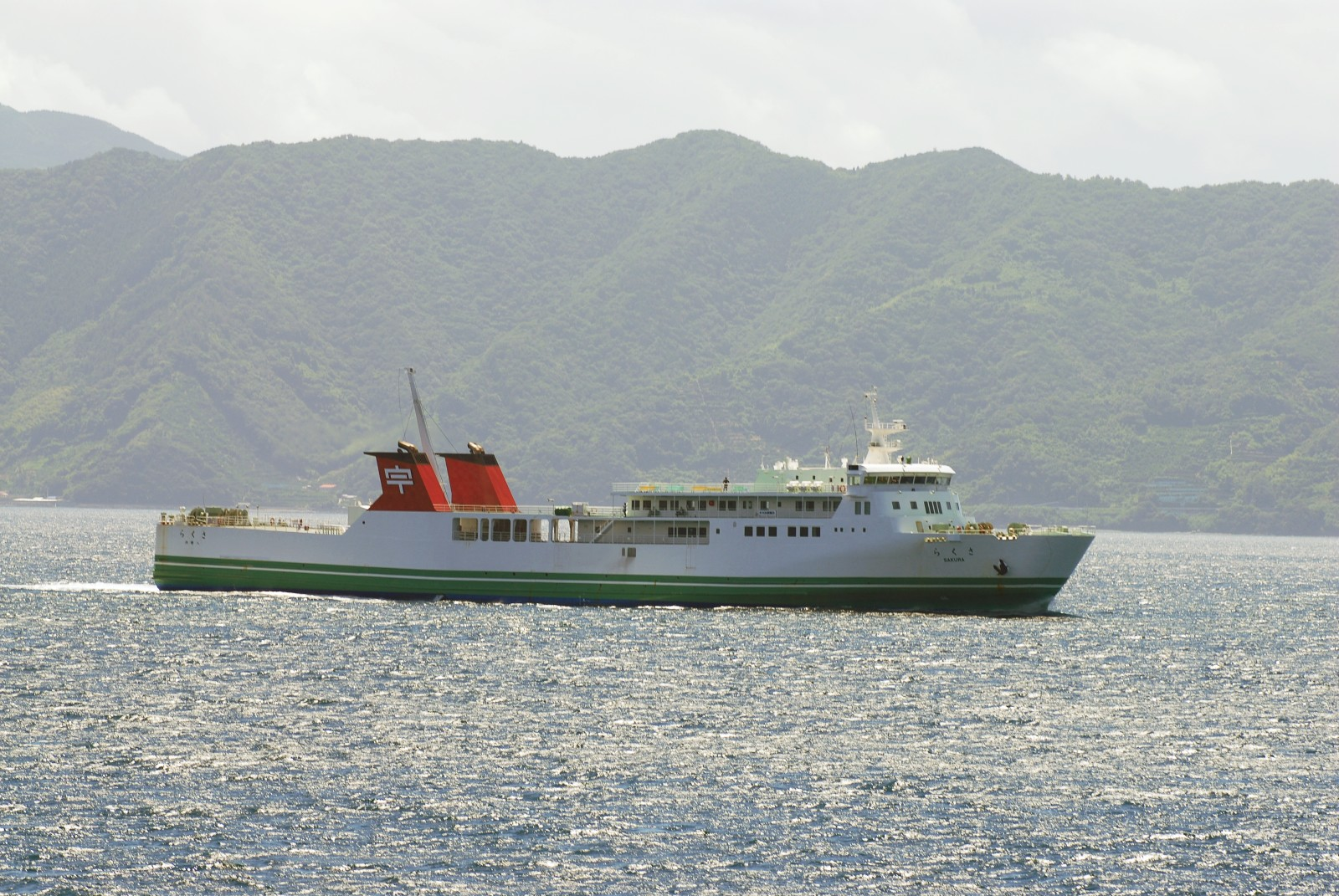
さくら

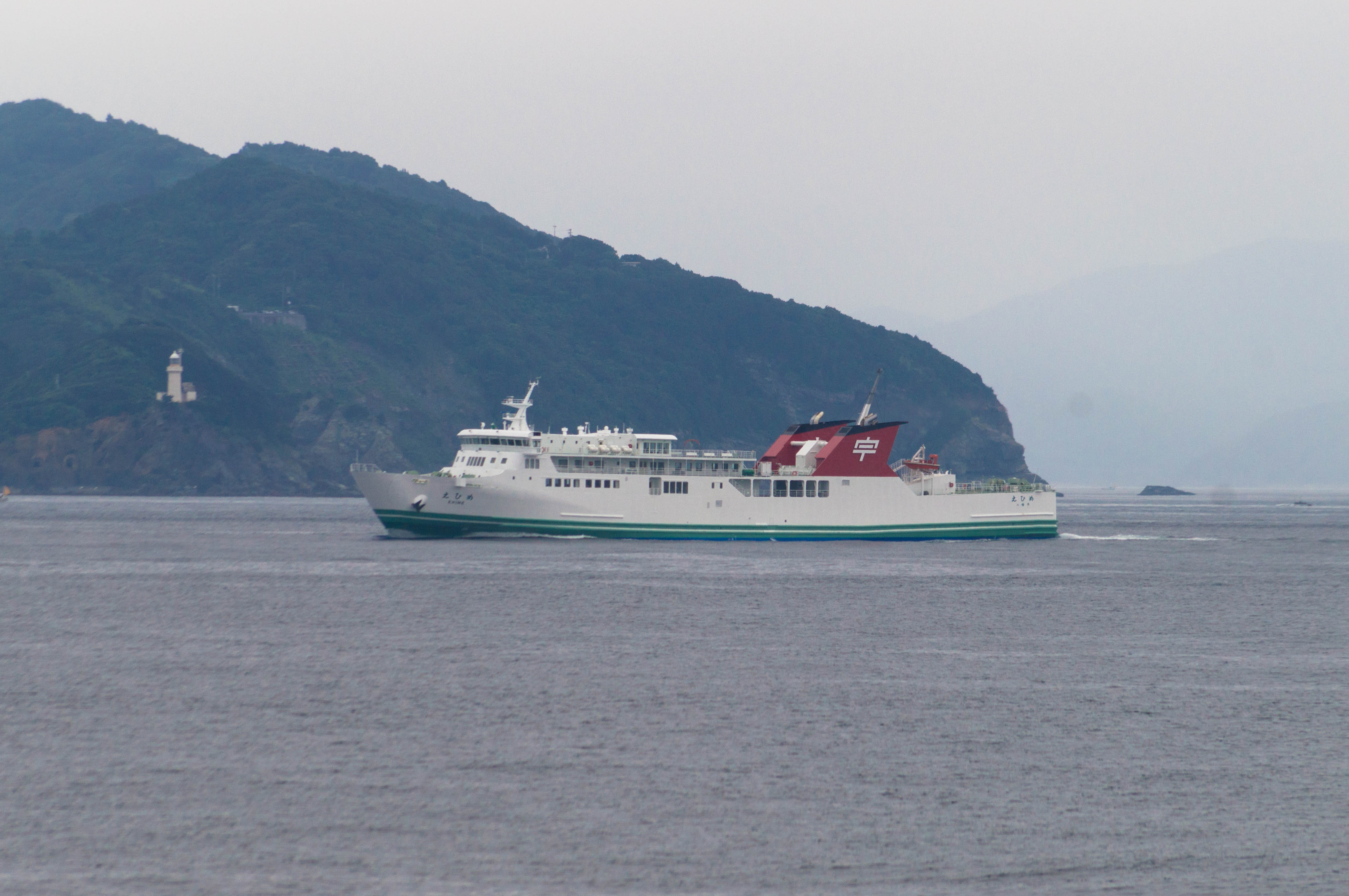
えひめ

- 宇和島丸[24]

1885年（明治18年）5月就航。143.7総トン。河野造船所（神戸）建造。当初は大阪-宇和島航路に就航した。
- 第二宇和島丸[24]

1887年（明治20年）2月竣工。194.63総トン。川崎造船所建造。
- 第三宇和島丸[24]

1898年（明治31年）5月進水。281.57総トン。川崎造船所建造。
- 第四宇和島丸[24]

1900年（明治33年）2月進水。211.95総トン。空幾太郎建造。
- 品海丸[25]

1903年（明治36年）、八幡浜 - 三崎の沿岸航路に就航。
- 第五宇和島丸[24]

1905年（明治38年）3月進水。370.55総トン。川崎造船所建造。
- 第六宇和島丸[26]

1901年（明治34年）7月進水。447.86総トン、航海速力9.5ノット、旅客定員278名。空幾太郎建造。日露戦争では旅順港閉塞作戦に参加。
- 第七宇和島丸[27]

1903年（明治36年）4月進水。436総トン。空造船所建造。1906年（明治39年）11月11日、守江港錨泊中に火災全損。
- 第八宇和島丸[27]

1905年（明治38年）3月進水。316総トン。大湊造船所建造。
- 門司丸[29]

1905年（明治38年）5月進水。45総トン。
- 第九宇和島丸[26]

1905年（明治38年）12月進水。454.85総トン、航海速力10ノット、旅客定員268名。空仁蔵建造。
- 第十宇和島丸[26]

1906年（明治39年）11月進水。443.83総トン、航海速力10ノット、旅客定員282名。空仁蔵建造。
- 第十一宇和島丸[26]

1907年（明治40年）9月進水。497.13総トン、航海速力9.5ノット、旅客定員303名。小野鉄工所（大阪）建造。同社初の鋼鉄船。
- 第十二宇和島丸[30]

1908年（明治41年）11月進水。532.11総トン、航海速力9.5ノット、旅客定員325名。小野清吉建造。
- 鶴島丸[29]

1910年（明治43年）5月進水。22総トン。
- 第十三宇和島丸[31]

1910年（明治43年）10月進水。499.81総トン。小野清吉建造。1942年（昭和17年）、関西汽船に現物出資、1945年（昭和20年）5月、船舶運営会所属中に明石海峡で触雷沈没。
- 第二鶴島丸[33]

1911年（明治44年）12月進水。56.33総トン。旅客定員58名。小野清吉建造。
1912年（明治45年）1月2日、高山村沖で風波のため沈没、7名が犠牲となった。
- 第三鶴島丸[29]

1911年（明治44年）10月進水。54総トン。
- 第四鶴島丸[25]

1912年（明治45年）、加周 - 三瓶の沿岸航路に就航。
- 第十四宇和島丸 → うわじま丸[26][35][36]

1912年（明治45年）7月進水、小野清吉建造。
369.69総トン、全長47.50m、型幅6.40m、型深さ4.11m、焼玉機関→ディーゼル1基、機関出力520ps、航海速力11ノット、旅客定員254名。
1928年（昭和3年）改造、1942年（昭和17年）、関西汽船に現物出資、1948年（昭和23年）5月返還。1949年（昭和24年）以降、呉 - 広島 - 別府航路に就航。1963年（昭和38年）引退。
- 第十五宇和島丸[37]

1913年（大正2年）12月進水、小野清吉建造。
801.0総トン、航海速力10.5ノット、旅客定員371名。
1942年（昭和17年）、関西汽船に現物出資、1944年（昭和19年）8月6日、フィリピン南方で空爆により被災・全損。
- 第五鶴島丸[39]

1918年（大正7年）9月進水。
17.11総トン、登録長15.08m、型幅2.80m、型深さ1.50m、焼玉機関、公称出力25ps、航海速力6.5ノット、旅客定員51名。
- 大福丸

1917年（大正6年）9月進水。26総トン。
- 第十六宇和島丸[40]

1918年（大正7年）10月進水。1,222.47総トン。播磨造船所建造。山下汽船へ傭船。
- 鶴丸[39]

1918年（大正7年）7月進水。
15.90総トン、登録長16.10m、型幅3.05m、型深さ1.52m、焼玉機関、公称出力30ps、航海速力7.0ノット、旅客定員56名。
- 鶴島丸（貨物船）[40]

1919年（大正8年）7月竣工。4,645.80総トン。浦賀船渠建造。山下汽船へ傭船。
1944年（昭和19年）6月30日、マニラ港外で雷撃により被災全損。
- 第十七宇和島丸[41]

1922年（大正11年）12月進水。885総トン。速力9ノット。
- 第六鶴島丸[33]

1923年（大正12年）1月進水。69.30総トン、旅客定員71名。大原造船所建造。
- 第十八宇和島丸[42]

1923年（大正12年）2月進水、原田造船所建造。
885.08総トン、航海速力11.5ノット、旅客定員512名。
1942年（昭和17年）関西汽船に現物出資、1945年（昭和20年）6月、海軍公用中に博多湾で触雷沈没。
- 豫州丸（貨物船）[33]

1916年（大正5年）11月進水、アメリカSkinner & Eddy建造。1926年（大正15年）8月購入、もと"Niels Nielsen"。
5,711.39総トン、タービン船。山下汽船へ傭船。
1945年（昭和20年）1月12日、仏印・キノン北方30海里にて空爆により被災全損。
- 第八鶴島丸[43]

1919年（大正8年）10月進水、中城直顯建造。1926年（大正15年）6月30日買船、同年7月9日「第五御荘丸」から改名。
214.79総トン、旅客定員157名。
- 第九鶴島丸[43]

1923年（大正12年）2月進水、山本猪助建造。1926年（大正15年）6月30日買船、同年7月9日「第六御荘丸」から改名。
242.07総トン、旅客定員159名。
1929年（昭和4年）11月28日、三机村塩成付近で座礁沈没、乗員乗客66名のうち12名が犠牲となった。
- 第十鶴島丸[46]

1928年（昭和3年）10月進水、原田造船所建造。
120.37総トン、旅客定員91名。
1929年（昭和4年）1月、豊豫沿岸線に就航。
- 第二板島丸[39]

1929年（昭和4年）竣工、宇和島造船建造。
16.74総トン、登録長16.39m、型幅3.23m、型深さ1.58m、焼玉機関、公称出力44ps、航海速力6.5ノット、旅客定員89名。
- 第三板島丸[39]

1928年（昭和3年）12月竣工。
18.66総トン、登録長16.87m、型幅3.57m、型深さ1.39m、焼玉機関、公称出力36ps、航海速力7.0ノット、旅客定員78名。
- 第二十宇和島丸[47]

1933年（昭和8年）1月20日買船・改名。もと「紀淡丸」。
- 義州丸 → 第二十一宇和島丸[33][48]

1904年（明治37年）6月竣工、大阪鉄工所建造。1929年（昭和4年）10月4日買船、1933年（昭和8年）1月10日改名。
739.07総トン、登録長54.86m、型幅8.53m、型深さ5.79m、航海速力10.5ノット。旅客定員280名。
1942年（昭和17年）関西汽船に現物出資、1948年（昭和23年）5月返還。
- 安東丸 → 第二十二宇和島丸[48]

1904年（明治37年）7月進水、大阪鉄工所建造。1930年（昭和5年）3月11日、大阪商船より買船、1933年（昭和8年）1月10日改名。
731.66総トン、登録長54.86m、型幅8.53m、型深さ5.79m、航海速力10.4ノット、旅客定員213名。
1950年（昭和25年）7月、川崎汽船へ運航委託。1954年（昭和29年）2月15日除籍解体。
- 第二十三宇和島丸 → ゆうなぎ丸[54][55][36]

1935年（昭和10年）6月進水、遠藤鉄工所建造、1953年（昭和28年）9月尾道造船にて船体改造。
345→474総トン、登録長44.20m→48.37m、型幅6.71m→7.91m、型深さ4.11m→4.09m、焼玉機関→ディーゼル1基、機関出力630ps（主機換装後）、航海速力10.5ノット、旅客定員171名→322名。
1942年（昭和17年）、関西汽船に現物出資、1948年（昭和23年）5月返還。1972年（昭和47年）引退。
- 第二十五宇和島丸[50]

1907年（明治40年）竣工、1936年（昭和11年）6月12日買船、同月23日「別府丸」より改名。
744総トン、登録長54.86m、型幅8.23m、型深さ5.79m、航海速力10.5ノット、旅客定員80名。
1942年（昭和17年）関西汽船に現物出資、大阪 - 四国線に就航。1945年（昭和20年）5月22日、備讃瀬戸・六島東岸にて触雷により被災・全損。
- 松丸（貨物船）[50]

1932年（昭和7年）3月進水、大阪鉄工所建造。1935年（昭和10年）12月3日買船。
415総トン、登録長44.20m、型幅7.92m、型深さ4.27m、航海速力10.5ノット。
1945年（昭和20年）8月15日、バタビヤにて、終戦に伴い連合軍に接収、全損。
- 梅丸（貨物船）[50]

1932年（昭和7年）竣工、大阪鉄工所建造。1935年（昭和10年）12月4日買船。
415総トン、登録長44.20m、型幅7.92m、型深さ4.27m、航海速力10.5ノット。
1942年（昭和17年）12月24日、ニューギニアで空爆により被災全損。
- 第十一鶴島丸[60]

1932年（昭和7年）7月進水、39総トン。
- 第一高島丸（貨物船）[61]

1932年（昭和7年）12月進水、名村造船所建造。
156総トン、登録長26.67m、型幅6.10m、型深さ3.31m、焼玉機関、航海速力8.5ノット。
 : 1945年（昭和20年）8月15日、上海にて、終戦に伴い連合軍に接収、全損。
- 第二高島丸[50][54]

1933年（昭和8年）8月進水、三菱重工業彦島造船所建造。尾道造船にて船体延長改造。
161→214総トン、登録長32.61→37.82m、型幅6.10m、型深さ3.12m、ディーゼル、航海速力9ノット、旅客定員71名→なし。
戦後、阪神 - 宇和島貨物航路に就航。1950年（昭和25年）11月9日、今治港沖で転覆・沈没し、死者・不明16名の惨事となる。引退後、大和汽船に売船。
- 第三高島丸[50][54]

1933年（昭和8年）8月進水、三菱重工業彦島造船所建造。尾道造船にて船体延長改造。
161→214総トン、登録長32.61→37.82m、型幅6.10m、型深さ3.12m、ディーゼル、航海速力10.5→9ノット、旅客定員60名→なし。
戦後、阪神 - 宇和島貨物航路に就航。引退後、大和汽船に売船。
- 第五高島丸（貨物船）[50]

1934年（昭和9年）竣工、遠藤鉄工所建造。
285総トン、登録長36.58m、型幅7.01m、型深さ3.51m、焼玉機関、航海速力8.5ノット。
1943年（昭和18年）8月13日、ビルマ・ハロセイン河口にて空爆により被災全損。
- 第六高島丸（貨物船）[50]

1935年（昭和10年）竣工、遠藤造船鉄工所建造。
285総トン、登録長36.58m、型幅7.01m、型深さ3.51m、焼玉機関、航海速力8.6ノット。
1942年（昭和17年）関西汽船に現物出資、1943年（昭和18年）9月、陸軍公用中にマーシャル諸島にて空爆により被災・沈没。
- 桃丸（貨物船）[50]

1935年（昭和10年）8月7日進水、大原造船鉄工所建造。
443総トン、登録長45.42m、型幅8.08m、型深さ4.27m、航海速力10.5ノット。
1943年（昭和18年）10月31日、セラム島で空爆により被災全損。
- 杉丸（貨物船）[50]

1935年（昭和10年）9月25日進水、大原造船鉄工所建造。
443総トン、登録長45.42m、型幅8.08m、型深さ4.27m、航海速力10.5ノット。
1945年（昭和20年）8月15日、バタビヤにて、終戦に伴い連合軍に接収、全損。
- あかつき丸（初代）[54][36]

1936年（昭和11年）竣工、三菱重工業神戸造船所建造。
443→519.64総トン、全長53.30m、型幅7.70m、型深さ3.80m、ディーゼル1基、機関出力630ps（主機換装後）、航海速力10.5→12ノット、旅客定員321名。
船名は懸賞により公募され、13,000あまりの応募の中から選定された。1942年（昭和17年）関西汽船に現物出資、1948年（昭和23年）5月返還。1973年（昭和48年）引退。
- 第三三島丸[65]

1936年（昭和13年）11月24日買船。
- 虎丸（貨物船）[50]

1907年（明治40年）竣工、1938年7月5日買船、500総トン、登録長53.34m、型幅8.53m、型深さ3.66m、航海速力8.5ノット。
1945年（昭和20年）5月6日、荷衣島沖にて空爆により被災全損。
- 柏丸（貨物船）[50]

1938年（昭和13年）竣工、515総トン、登録長45.57m、型幅8.53m、型深さ4.27m、航海速力10.5ノット。
1943年（昭和18年）12月21日、奄美大島付近で雷撃により被災全損。
- 檜丸（貨物船）[50]

1939年（昭和14年）9月竣工、幸崎船渠建造。
599.11総トン、登録長50.36m、型幅8.53m、型深さ4.27m、ディーゼル1基、航海速力10.5ノット。
1944年（昭和19年）9月11日、ジャワ海で雷撃により被災全損。
- みかど丸[67]

1940年（昭和15年）竣工、398総トン。
- 月灘丸[68]

1908年（明治41年）12月進水、526総トン、もと土佐商船。
1942年（昭和17年）関西汽船に現物出資、1943年（昭和18年）10月12日、陸軍公用中にラバウルにて空爆により被災沈没。
- 宇和津丸[38]

882総トン、1945年（昭和20年）5月29日、六連島東岸で触雷により被災全損。
- 第一若松丸[38]

232総トン、1943年（昭和18年）10月13日、ラバウルで空爆により被災全損。
- 第二若松丸[38]

232総トン、1944年（昭和19年）12月14日、佐賀県波戸崎で時化により被災全損。
- 第三若松丸[38]

185総トン、1943年（昭和18年）10月9日、中国厦門付近で空爆により被災全損。
- 大栄丸[70]

84総トン。1957年（昭和32年）沈没。
- 光映丸（貨物船）[36]

1948年（昭和23年）竣工、日本鋼管鶴見造船所建造。
385.75総トン、全長45.70m、型幅7.50m、型深さ3.70m、ディーゼル1基、機関出力320ps→520ps、航海速力8ノット。
他社に傭船された。1958年（昭和33年）主機換装。
- 光進丸（貨物船）[54]

1948年（昭和23年）12月進水、日本鋼管鶴見造船所建造。
337.51総トン、登録長40.06m、型幅7.00m、型深さ3.30m、ディーゼル、航海速力8.3ノット。
阪神 - 宇和島貨物航路に就航。1957年（昭和32年）4月、荒井運輸に売船。
- 第一黒潮丸[74]

80総トン、帆船。
- 光隆丸（貨物船）[36]

1956年（昭和31年）4月竣工、尾道造船建造。
409.61総トン、全長49.13m、型幅7.80m、型深さ3.80m、ディーゼル1基、機関出力530ps、航海速力10ノット。
新泉海運に傭船された。
- 高島丸（貨物船）[36]

1944年（昭和19年）1月進水、カナダFoundation Maritime建造。1957年（昭和32年）2月、日本国外（香港）より購入、"South Hope"より改名。
2,926.26総トン、全長99.40m、型幅14.14m、型深さ7.64m、レシプロ機関→ディーゼル1基、機関出力1,176hp→1,650ps、航海速力8.5ノット。
1957年（昭和32年）2月、大同海運へ運航委託、のちジャパンラインが傭船。1958年（昭和33年）主機換装。
- 須磨丸[76][77]

1948年（昭和23年）8月17日竣工、川崎重工業泉州工場建造。1957年（昭和32年）3月川崎汽船より買船。
1,207.48総トン、全長66.40m、型幅10.30m、型深さ5.10m、ディーゼル1基、機関出力1,700ps、航海速力14.5ノット、旅客定員636名。
1958年（昭和33年）、商社経由で南海汽船に売船。
- べっぷ丸[77]

1962年（昭和37年）7月30日竣工、波止浜造船建造。特定船舶整備公団共有。
864.92総トン、全長58.40m、型幅9.50m、型深さ4.00m、ディーゼル1基1軸、機関出力1,650ps、航海速力14.0ノット、旅客定員672名。
戦後唯一の新造旅客船。当初は宇和島 - 別府航路に就航した。フェリー化に伴い引退、1974年（昭和49年）シンガポールに売船、パナマ船籍の"Luisanda"に改名。
- わかくさ丸[75]

1956年（昭和31年）3月竣工、日立造船因島工場建造。南海汽船「なると丸」を用船、改名、1964年（昭和39年）買船。
527.62総トン、全長51.10m、型幅8.10m、型深さ3.60m、ディーゼル1基、機関出力1,040ps、航海速力13.5ノット、旅客定員406名。
フェリー化に伴い引退、1974年（昭和49年）フィリピンに売船、"Solar"に改名。
- おれんじ[78]

1965年（昭和40年）10月竣工・就航。波止浜造船建造。
940.42総トン、全長60.00m、型幅11.40m、型深さ3.95m、ディーゼル3基、機関出力3,300ps、航海速力14ノット。
旅客定員552名、乗用車55台。
同社初のカーフェリー。当初は八幡浜 - 臼杵航路に就航した。1968年（昭和43年）7月15日、濃霧の明浜町沖で座礁沈没し、死者はなかったが、「うわじま」就航まで同社フェリーは休航となった。
- うわじま[81]

1969年（昭和44年）2月竣工。波止浜造船建造。
939.80総トン、全長60.15m、型幅11.40m、型深さ3.95m、ディーゼル2基、機関出力2,400ps、航海速力14.50ノット。
旅客定員551名、大型バス12台・乗用車2台。
- おりおん[82]

1970年（昭和45年）1月竣工。波止浜造船建造。
954.25総トン、全長62.60m、型幅12.00m、型深さ4.00m、ディーゼル2基、機関出力3,200ps、航海速力15.50ノット。
旅客定員484名、大型バス14台。乗用車4台。
1989年（平成元年）八幡浜佐伯フェリーに売船。
- べっぷ[83]

1973年（昭和48年）12月竣工。大島ドック建造。
2,012.64総トン、全長86.09m、型幅15.00m、型深さ5.40m、ディーゼル4基、機関出力6,400ps、航海速力18.68ノット。
旅客定員682名、大型トラック30台・乗用車15台。
当初は宇和島 - 八幡浜 - 別府航路に就航し、完全フェリー化を達成した。1997年（平成9年）台湾に売船。
- うわじま2[84]

1983年（昭和58年）3月竣工、林兼造船建造。船舶整備公団共有。
2,099.14総トン、全長91.56m、型幅15.60m、型深さ5.80m、ディーゼル4基、機関出力7,200ps、航海速力18.0ノット。
旅客定員531名、トラック30台・乗用車22台。
当初は八幡浜 - 別府航路に就航したが、1998年（平成10年）1月の「さくら」就航にともない予備船に。2000年（平成12年）10月、八幡浜 - 臼杵航路に転配。
- さるびあ[84]

1987年（昭和62年）7月竣工、林兼造船建造。船舶整備公団共有。
969総トン、全長80.16m、型幅13.60m、型深さ4.50m、ディーゼル2基、機関出力4,000ps、航海速力16.50ノット。
旅客定員354名、トラック20台・乗用車4台。
当初は八幡浜 - 臼杵航路に配船、1991年（平成3年）12月、三崎港での自動車航送の取扱開始に伴い転配され、1993年（平成5年）7月からは三崎 - 別府航路に就航。2008年（平成20年）航路廃止により引退。
- べっぷ2[84]

1988年（昭和63年）12月竣工、林兼船渠建造。船舶整備公団共有。
2,167総トン、全長112.91m、型幅16.00m、型深さ10.50m、ディーゼル2基、機関出力9,000ps、航海速力20.4ノット。
旅客定員546名、8tトラック34台・乗用車26台。
2004年（平成16年）1月の「おおいた」就航にともない引退。
- あかつき2[84]

1993年（平成5年）6月竣工、同年7月2日就航、林兼船渠建造。鉄道建設・運輸施設整備支援機構と共有。
2,052総トン、全長99.01m、型幅15.80m、型深さ10.71m、ディーゼル2基、出力3,310kW×2、航海速力19.50ノット（最大21.42ノット）。
旅客定員400名。車両積載数：トラック（8t）32台・乗用車25台。
2014年（平成26年）6月の「あかつき丸（2代目）」就航にともない引退、インドネシアに売却。
- さくら

1997年（平成9年）6月竣工、1998年（平成10年）1月25日就航。2,334総トン、全長114.3m、幅16.0m、出力3,310kW×2、航海速力20.2ノット（最大22.3ノット）。旅客定員485名。車両積載数: トラック（8t）35台・乗用車25台。内海造船瀬戸田工場建造。鉄道建設・運輸施設整備支援機構と共有。
- えひめ

2000年（平成12年）12月竣工、2001年（平成13年）7月12日就航、2022年（令和4年）6月の「れいめい丸」就航に伴い引退。2,494総トン、全長115.0m、幅16.0m、出力3,310kW×2、航海速力20.2ノット（最大22.3ノット）。旅客定員610名。車両積載数: トラック（8t）35台・乗用車25台。内海造船瀬戸田工場建造。鉄道建設・運輸施設整備支援機構と共有。引退後の2022年（令和4年）9月、佐渡汽船へ売船され、「こがね丸 (4代)」に改名。

## グループ会社
- 株式会社 宇和島運輸交通社（フェリー代理店業、旅行業など）
- 宇和島運輸商事株式会社（フェリー代理店業、船内売店運営など）